# Dasybasis philippii
Dasybasis philippii är en tvåvingeart som först beskrevs av Camillo Rondani 1863.  Dasybasis philippii ingår i släktet Dasybasis och familjen bromsar. Inga underarter finns listade i Catalogue of Life.